# Qays Shayesteh
Qays Shayesteh (en dari : قیس شایسته) (né le 22 mars 1988 à Kaboul en Afghanistan) est un joueur de football afghano-néerlandais.

## Biographie

### Sélection
Qays Shayesteh a évolué en espoirs avec l'équipe des Pays-Bas des -19 ans, mais choisit finalement d'évoluer en senior pour son pays d'origine, l'Afghanistan. Il fait ses débuts en sélection le 9 avril 2011 lors d'un match contre le Sri Lanka.